# 時価総額加重平均型株価指数
時価総額加重平均型株価指数（じかそうがくかじゅうへいきんがたかぶかしすう）は株価指数の算出方式の一つ。組入銘柄の時価総額合計を、基準となる一時点での時価総額合計で除算して求めるものである。世界の多くの株価指数がこの方式を元に、浮動株の時価総額で計算した浮動株基準株価指数を採用している。

## 概要
株価平均を算出する株価平均型株価指数と違い、一部の小規模な値がさ株に影響される心配が少ない。反面、時価総額の高い大型株の割合が大きくなるので、親会社の保有分や持ち合い株などの固定株比率が高く株価変動が少ない銘柄に影響されやすい性質がある。これらの株が市場で取引されることはまれなため、指数と売買実態が乖離する状況もあり得る。また、互いに持ち合いをしている会社同士などがそれぞれ上場することで、指数に時価総額が二重に計上されてしまう問題もある。
これらの問題から、20世紀末以降世界的に、時価総額に算入する株数を浮動株のみに絞った浮動株基準株価指数へ移行した。

## 理論的背景
現代ポートフォリオ理論および資本資産価格モデルによると、時価総額に比例させてポートフォリオを組むことが理想的な解であるということに基づいて、株価指数が時価総額で重み付けされている。逆に考えると分かりやすいが、大型株から小型株まで広く含まれている株価平均型の株価指数の投資信託を皆が買うと、大型株と小型株に同じ金額を投資することになり、時価総額の小さい小型株が不足して、おかしなことになる。
現在では、株価指数は時価総額で重み付けする方が一般的であり、有名な例外は下記の2つ。
- ダウ式平均株価 - ダウ・ジョーンズ平均
ダウ・ジョーンズ工業株価平均に含まれるのは大型株ばかりであるが、ダウ平均の投資信託を買うのは、30銘柄均等に同一金額を投資することを意味する。
- 株価換算係数方式 - 日経平均株価、日経ジャスダック平均株価
日経平均株価の投資信託を買うことは、日経新聞社が定めた株価換算係数に金額を比例させて投資することを意味する。

## 時価総額加重平均型を採用している主要な株価指数
このリストは浮動株基準株価指数を含む。
- 東証株価指数 (TOPIX) （日本）
- JPXプライム150指数 （日本）
- JPX日経インデックス400（日本）
- JPX日経中小型株指数（日本）
- ジャスダックインデックス（日本）
- J-Stock Index（日本）
- 香港ハンセン株価指数（香港）
- 上海総合指数（中華人民共和国）
- 深圳総合指数（中華人民共和国）
- 深圳成分指数（中華人民共和国）
- 加権指数 （中華民国）
- 韓国総合株価指数（大韓民国）
- KOSDAQ指数（大韓民国）
- NIFTY 50（インド）
- S&P BSE SENSEX（インド）
- KSE 100指数（パキスタン）
- FBM KLCI（マレーシア）
- フィリピン総合指数（フィリピン）
- ジャカルタ総合指数（インドネシア）
- S&P/ASX 200（オーストラリア）
- S&P/NZX 50（ニュージーランド）
- S&P 100（アメリカ）
- S&P 500（アメリカ）
- ナスダック総合指数（アメリカ）
- ナスダック100指数（アメリカ）
- ラッセル1000（アメリカ）
- ラッセル2000（アメリカ）
- ラッセル3000（アメリカ）
- ウィルシャー5000（アメリカ）
- フィラデルフィア半導体指数（アメリカ）
- ニューヨーク証券取引所総合指数（アメリカ）
- S&P トロント60指数（カナダ）
- S&P トロント総合指数（カナダ）
- MSCI EAFE インデックス（北米除く先進国）
- ボベスパ指数（ブラジル）
- メルバル指数（アルゼンチン）
- ボルサ指数（メキシコ）
- ユーロ・ストックス50指数（ユーロ圏）
- FTSE100種総合株価指数 (FTSE 100) （イギリス）
- ドイツ株価指数 (DAX)（ドイツ）
- CAC 40（フランス）
- AEX指数（オランダ）
- IBEX 35（スペイン）
- RTS指数（ロシア）
- MOEXロシア指数（ロシア）